# Сельский округ Алтын дан
Сельский округ Алтын дан (каз. Алтын дән ауылдық округі) — административная единица в составе района Магжана Жумабаева Северо-Казахстанской области Казахстана. Административный центр — село Советское. Расстояние до районного центра составляет 60 км, до областного центра — 153 км.
Население — 2652 человека (2009, 3221 в 1999, 3793 в 1989). На территории округа имеется Советская врачебная амбулатория, один медицинский пункт.

## Образование
В округе функционируют 2 школы. В Советской средней школе обучаются 191 учащийся, в предшколе 12 учеников, функционирует интернат на 50 мест. При школе действует мини-центр с полным днем пребывания, две группы на 50 детей. На территории школы расположен хоккейный корт. В Придорожной неполной средней школе обучается 21 учащийся, в предшколе 4 учащихся, 7 детей в мини-центре. На территории школы установлена игровая площадка и расположен хоккейный корт.
В округе имеется Дом культуры. Работает сельская библиотека, книжный фонд составляет более 12273 экземпляров, в том числе 3525 на государственном языке.

## Экономика
На территории округа работают агроформирования: 5 товариществ с ограниченной ответственностью, 18 крестьянско-фермерских хозяйств. Действуют 15 торговых точек, салон по приему платежей за сотовую связь, 1 кафе-столовая, 1 аптека, 4 организации по перевозке грузов, 1 шиномонтаж. Частным извозом для доставки жителей сельского округа в районный центр, город Петропавловск или по заявке занимаются 2 человека, работает убойная площадка. Имеется мини-цех по переработке древесины. Имеется газозаправочная станция «Рока» в селе Советское. В магазинах можно произвести оплату за покупку с помощью QR-кода или банковской карты. Услуги по доставке почты, выдаче пенсии, оплате за телефон и нотариальные действия, налогов с физических лиц оказывает отделение почтовой связи.

## Состав
До 2018 года округ назывался Советским. Село Силекты упразднено в 2017 году.
В состав округа входят такие населенные пункты:
| Населенный пункт  | Население, человек (1989) | Население, человек (1999) | Население, человек (2009) |
| ----------------- | ------------------------- | ------------------------- | ------------------------- |
| Придорожное, село | 571                       | 559                       | 500                       |
| Силекты, село     | 448                       | 230                       | 74                        |
| Советское, село   | 2774                      | 2432                      | 2078                      |